# Hungarian Darts Trophy
| Hungarian Darts Trophy | Hungarian Darts Trophy                                           |
| ---------------------- | ---------------------------------------------------------------- |
| Sportart               | Darts                                                            |
| Organisator            | PDC                                                              |
| Turnierart             | Ranglistenturnier                                                |
| Austragungsort         | Budapest                                                         |
| Austragungszeitraum    | September                                                        |
| Rekordsieger           | Gerwyn Price Joe Cullen Dave Chisnall Michael van Gerwen (je 1×) |
| amtierender Sieger     | Michael van Gerwen                                               |
| Letzte Austragung      | Hungarian Darts Trophy 2024                                      |
| Nächste Austragung     | Hungarian Darts Trophy 2025                                      |

Die Hungarian Darts Trophy ist ein Ranglistenturnier im Dartsport, welches von der PDC veranstaltet wird. Es ist ein Event der European Darts Tour, welche im Rahmen der PDC Pro Tour durchgeführt wird.  Austragungsort ist die MVM Dome in Budapest. Es wurde im Jahr 2021 zum ersten Mal ausgetragen.

## Format
Das Turnier wird im K.-o.-System gespielt. Spielmodus ist in den ersten drei Runden ein best of 11 legs, im Halbfinale best of 13 legs und im Finale best of 15 legs.
Jedes leg wird im double-out-Modus gespielt.

## Preisgeld
Bei dem Turnier werden insgesamt £ 175.000 an Preisgeldern ausgeschüttet. Das Preisgeld verteilte sich unter den Teilnehmern wie folgt:
| Position (Anzahl der Spieler) | Position (Anzahl der Spieler) | Preisgeld |
| ----------------------------- | ----------------------------- | --------- |
| Gewinner                      | (1)                           | £ 30.000  |
| Finalist                      | (1)                           | £ 12.000  |
| Halbfinalisten                | (2)                           | £ 8.500   |
| Viertelfinalisten             | (4)                           | £ 6.000   |
| Achtelfinalisten              | (8)                           | £ 4.000   |
| Verlierer der 2. Runde        | (16)                          | £ 2.500   |
| Verlierer der Vorrunde        | (16)                          | £ 1.250   |
|                               |                               |           |
|                               |                               | £ 175.000 |

## Finalergebnisse
| Jahr | Austragungsort                   | Sieger                               | Ergebnis                             | Finalist                             | Preisgeld                            | Preisgeld                            |
| Jahr | Austragungsort                   | Sieger                               | Ergebnis                             | Finalist                             | Gesamt                               | Sieger                               |
| ---- | -------------------------------- | ------------------------------------ | ------------------------------------ | ------------------------------------ | ------------------------------------ | ------------------------------------ |
| 2020 | ÉRD Aréna, Budapest              | Abgesagt wegen der COVID-19-Pandemie | Abgesagt wegen der COVID-19-Pandemie | Abgesagt wegen der COVID-19-Pandemie | Abgesagt wegen der COVID-19-Pandemie | Abgesagt wegen der COVID-19-Pandemie |
| 2021 | Papp László Sportaréna, Budapest | Gerwyn Price                         | 8 : 2                                | Michael Smith                        | 0£ 140.000                           | 0£ 25.000                            |
| 2022 | Papp László Sportaréna, Budapest | Joe Cullen                           | 8 : 2                                | William O’Connor                     | 0£ 140.000                           | 0£ 25.000                            |
| 2023 | MVM Dome, Budapest               | Dave Chisnall                        | 8 : 7                                | Luke Humphries                       | 0£ 175.000                           | 0£ 30.000                            |
| 2024 | MVM Dome, Budapest               | Michael van Gerwen                   | 8 : 7                                | Gian van Veen                        | 0£ 175.000                           | 0£ 30.000                            |
| 2025 | MVM Dome, Budapest               |                                      | :                                    |                                      | 0£ 175.000                           | 0£ 30.000                            |

## Höchste Averages
Die Tabelle nennt die zehn höchsten Averages in der Turniergeschichte.
| #  | Spieler              | Jahr | Runde        | Average | Ergebnis |
| -- | -------------------- | ---- | ------------ | ------- | -------- |
| 1  | Gerwyn Price         | 2021 | Finale       | 108,74  | Sieg     |
| 2  | Luke Humphries       | 2023 | 2. Runde     | 108,56  | Sieg     |
| 3  | Michael van Gerwen   | 2024 | Halbfinale   | 107,87  | Sieg     |
| 4  | Gerwyn Price         | 2021 | Halbfinale   | 107,21  | Sieg     |
| 5  | Luke Humphries       | 2023 | Achtelfinale | 106,17  | Sieg     |
| 6  | Gerwyn Price         | 2023 | 2. Runde     | 107,09  | Sieg     |
| 7  | Daryl Gurney         | 2022 | 1. Runde     | 105,30  | Sieg     |
| 8  | Dave Chisnall        | 2023 | Finale       | 104,82  | Sieg     |
| 9  | Michael van Gerwen   | 2024 | 2. Runde     | 104,52  | Sieg     |
| 10 | Dirk van Duijvenbode | 2022 | 2. Runde     | 104,13  | Sieg     |